# West Acton (Metropolitano de Londres)
West Acton é uma estação do Metrô de Londres entre Ealing Broadway e North Acton no Ramal de Ealing Broadway da Linha Central, e é a sua única estação intermediária. A estação é um edifício listado de Grau II. Ela está localizada em West Acton na Zona 3 do Travelcard. A estação fica perto da estação de metrô North Ealing na linha Piccadilly, a 550 metros de distância, no extremo oeste da Queens Drive.

## História
Como a Transport for London explica: "Em 18 de agosto de 1911, a Central London Railway abandonou sua política de não passar por nenhuma outra ferrovia e garantiu poderes para construir uma curta extensão de Wood Lane para conectar-se com a linha pretendida Ealing & Shepherds Bush da Great Western Railway, sobre a qual propôs exercer poderes de curso."
A Great Western Railway (GWR) construiu o ramal Ealing Broadway (a parte ocidental da antiga Ealing & Shepherd's Bush Railway) e o abriu para trens de carga em abril de 1917, e os trens da Central London Railway usaram a linha a partir de 3 de agosto de 1920. West Acton e North Acton foram construídas e de propriedade da GWR, e ambas foram inauguradas em 5 de novembro de 1923.

## Conexões
As rotas dos ônibus de Londres atendem a estação.